# Sphingomonadaceae
Die Sphingomonadaceae bilden eine Familie innerhalb der Alphaproteobacteria. Die Bakterien kommen frei in der Natur, z. B. im Boden, marin oder Süßwasser vor. Ein wichtiges Merkmal ist das Vorkommen von Sphingolipiden innerhalb der äußeren Membran der Zellwände. Sphingolipide sind nur in wenigen Gruppen von Bakterien anzutreffen (wie z. B. in den Sphingobakterien), unter den Eukaryonten sind sie aber weit verbreitet. Vor allem in Nervengewebe von Säugetieren sind sie wichtige Bausteine der Zellmembran. Sphingomonadaceae sind auch durch deren Fähigkeit viele verschiedene, teils giftige Aromate abzubauen bekannt. Diese Fähigkeit macht diese Bakterien für Bodensanierungen interessant.

## Merkmale
Die Vertreter sind stäbchenförmig oder eiförmig. Einige sind pleomorph, d. h. die Zellen verändern die Form im Laufe der Zeit oder je nach Umweltbedingungen. Sphingomonadaceae bilden keine Sporen (asporogen) und zählen zu den gramnegativen Bakterien. Einige Arten sind mit Hilfe von Geißeln beweglich, so ist die Art Sphingomonas adhaesiva polar monotrich begeißelt. Zymomonas ist meist unbegeißelt, aber auch Zellen mit ein bis vier polaren Geißeln treten auf. Bis auf Zymomonas sind alle Arten obligat aerob, sie sind nicht in der Lage ohne Sauerstoff zu leben. Zymomonas hingegen ist fakultativ anaerob bis mikroaerophil, Wachstum ist in Umgebungen mit geringen Mengen von Sauerstoff oder auch unter völlig anoxygenen Bedingungen möglich.

## Stoffwechsel
Außer bei Zymomonas ist der Stoffwechsel oxidativ (Atmung). Zymomonas hingegen vergärt Zucker (Glucose) zu Alkohol (Ethanol), der Stoffwechselweg ist also die Fermentation (Gärung). Die einzige Art Zymomonas mobilis wird für die alkoholische Gärung des Saftes der Agavenart Agave americana eingesetzt. Der Abbauweg des Zuckers ist nicht, wie zum Beispiel bei den für die Bierbrauerei genutzten Hefen die Glykolyse, sondern der Entner-Doudoroff-Weg. Bei vielen Arten der Sphinomonadaceae können verschiedene Aromate, wie z. B. Anthracen, als einzige Kohlenstoff- und Energiequelle dienen.
Viele Arten sind in der Lage die oxidative Photosynthese durchzuführen. Sie besitzen das Bacteriochlorophyll a und können die Photosynthese als ergänzenden Stoffwechselweg nutzten, die Photosynthese ist nicht zwingend notwendig für das Wachstum und kann als alleiniger Stoffwechselweg nicht genutzt werden (photoorganotroph). Hierzu zählen zum Beispiel Sandaracinobacter sibiricus, Sphingomonas ursincola und Sphingomonas natatoria (aktuell zu Blastomonas natatoria gestellt). Auch in der phylogenetisch nahestehenden, zu der gleichen Ordnung zählenden Familie Erythrobacteraceae sind photoorganotrophe Arten, wie z. B. Erythrobacter, Erythromicrobium und Porphyrobacter, vorhanden.

## Ökologie
Sphingomonadaceae sind in der Umwelt weit verbreitet, was u. a. auf deren Fähigkeit ein breites Spektrum von Kohlenstoffquellen zu nutzen, zurückzuführen ist. Viele Vertreter der Sphingomonadaceae wurden in nährstoffarmen Umgebungen, wie z. B. im Meerwasser, gefunden. Einige Arten scheinen in oligotrophen Meerwassern eine wichtige Rolle im Nährstoffkreislauf und der Biomasseproduktion einzunehmen.
Auch in nährstoffreichen Umgebungen sind Arten vorhanden, Sphingomonas, Sphingobium und Novosphingobium wurden von Pflanzenwurzeln isoliert. Weiterhin wurden Arten in Blutproben gefunden. Da sie in der Lage sind, verschiedene, auch für andere Organismen giftige Aromate als Kohlenstoffquelle zu nutzen, kommen sie auch in verschmutzten Umgebungen relativ häufig vor. So wurde z. B. Sphingobium chlorophenolicum aus einem mit Pentachlorphenol (PCP) verschmutzen Boden, Sphingopyxis aus einem Belebtschlamm isoliert. S. chlorophenolicum-Stämme sind die am häufigsten isolierten Bakterien, die PCP abbauen.

## Sphingolipide
Bei einigen Arten fehlen in den äußeren Membranen der Zellwände die für die Gram-negativen Bakterien typischen Lipopolysaccharide (LPS). Stattdessen sind bestimmte Sphingolipide, genauer gesagt verschiedene Glycosphingolipide, vorhanden. Die Glycosphingolipide ersetzen die LPS und nehmen wahrscheinlich gleiche Funktionen war. Das Glycosphingolipid Glucuronosyl-Ceramid kommt z. B. in den Zellwänden von Sphingomonas und Zymomonas vor und ist ein Schlüsselelement zur Klassifizierung der Gattung. Auch Galacturonosyl-Ceramid wurde bei verschiedenen Arten von Sphingomonas nachgewiesen, z. B. bei Sphingopyxism terrae (Synonym für Sphingomonas terrae, Sphingomonas wittichii und Sphingomonas yanoikuyae). Glycosphingolipide wurden auch bei den phylogenetisch nah verwandten, in der gleichen Ordnung stehenden Arten von Erythrobacter, Erythromicrobium und Porphyrobacter gefunden. Außer bei der Ordnung Sphingomonadales wurden Sphingolipide auch bei den Bakteriengattungen Flectobacillus, Mycoplasma, Fusobacterium, Bacteroides und Flavobacterium nachgewiesen. Es handelt sich um phylogenetisch weit voneinander entfernt stehende Gruppen, sogar bei einzelnen Pilzarten wurden Sphingolipide gefunden. Durch das bei Bakterien und Pilzen seltene Vorkommen und die phylogenetisch weit verstreute Lage der einzelnen Arten macht das Vorkommen der Sphingolipide für die Taxonomie interessant.

## Nutzung
Die Sphingomonadaceae, vor allem viele Arten der Gattung Sphingomonas, sind in der Lage, viele verschiedene aromatische Verbindungen als alleinige Kohlenstoff- und Energiequelle zu nutzen. Diese Fähigkeit stellt beispielsweise eine Möglichkeit zur Entgiftung verunreinigter Böden (Bodensanierung) dar.
Giftige polychlorierte Biphenyle können z. B. von den Arten Sphingomonas chlorophenolica und Sphingomonas paucimobilis abgebaut werden. Sphingomonas paucimobilis ist weiterhin in der Lage Phenanthren, Fluoranthen sowie verschiedene Pestizide (z. B. Lindan) abzubauen. Die vor kurzem beschriebene Art Novosphingobium naphthalenivorans ist fähig das umweltschädliche und Gesundheit gefährdende Naphthalin abzubauen. Weiterhin können einige Arten von Sphingopyxism, wie S. macrogoltabida oder S. terrae (auch als Sphingomonas terrae bekannt), zum Abbau von Polyethylenglykol (PEG), ein u. a. als Bindemittel oder Weichmacher genutztes Polyether, eingesetzt werden.
Arten der Sphingomonadaceae werden auch in der Kosmetik und der Lebensmittelindustrie eingesetzt. Sphingomonas paucimobilis wird z. B. für die Gewinnung von Gellan, in diesem Zusammenhang oft als Sphingan bezeichnet, eingesetzt. Gellan dient u. a. als Geliermittel für Marmeladen. In der Mikrobiologie kann es als Agarersatz zur Kultivierung von Stämmen genutzt werden. Der Stamm Sphingomonas sp. ATCC 55159 wird zur industriellen Produktion von Diutan eingesetzt. Es handelt sich um ein Polysaccharid, es wird u. a. in der Bauindustrie eingesetzt.

## Infektion
Obwohl Sphingomonas überall in der Natur und in Abwässern vorkommen, sind Infektionen selten. Meistens werden immungeschwächte Patienten im Krankenhaus infiziert. Am häufigsten löst Sphingomonas paucimobilis Infektionen, zum Beispiel Lungenentzündung, Hirnhautentzündung, Katheter-assoziierte Sepsis oder Wundinfektionen, aus.

## Systematik
Einige Gattungen dieser Familie sind:
- Blastomonas Sly and Cahill 1997 emend. Hiraishi et al. 2000
- Parablastomonas Ren et al. 2015
- Novosphingobium Takeuchi et al. 2001
- Sandaracinobacter Yurkov et al. 1997
- Sandarakinorhabdus Gich and Overmann 2006
- Sphingobium Takeuchi et al. 2001
- Sphingomonas Yabuuchi et al. 1990
  - Sphingomonas aliaeris Heidler von Heilborn et al. 2021
  - Sphingomonas elodea Vartak et al. 1995
- Sphingopyxis Takeuchi et al. 2001
- Sphingosinicella Maruyama et al. 2006 emend. Geueke et al. 2007
- Zymomonas Kluyver and van Niel 1936

Die Gattung Sphingomonas, die Typusgattung der Familie Sphingomonadaceae, wurde durch Umstellungen innerhalb der Gattung Pseudomonas erschaffen. Die Systematik steht teilweise unter Diskussion, so wurde vorgeschlagen, die durch Abspaltung von Arten der Gattung Sphingomonas eingeführten Gattungen Sphingobium, Novosphingobium und Sphingopyxis wieder zu der ursprünglichen Gattung Spingomonas zurückzuführen.